# Inzicht
Inzicht is het begrip of de intellectuele beheersing van de aard of het wezen van iets. Inzicht kenmerkt zich onder meer door een (abrupte) bewustwording van onderliggende patronen, oorzaak en gevolg-relatie of abstracte principes. Inzicht kan voortkomen uit het leggen van een verband of oplossen van een probleem.
Een inzicht dat plotseling bij iemand opkomt, bijvoorbeeld bij het vinden van een oplossing van een moeilijk probleem, wordt ook wel omschreven met de Duitse uitdrukking aha-erlebnis. De term werd bedacht door de Duitse gestaltpsycholoog Karl Bühler. De uitdrukking is verwant aan de bekende uitspraak eureka van Archimedes. Inzicht blijkt meetbaar via hersenactiviteit: bij het ontstaan van een insight moment is er vaak verhoogde activiteit in de rechter temporale kwab, geassocieerd met semantische integratie en patroonherkenning. Een plotseling dagend inzicht kan gepaard gaan met een emotionele respons, zoals vervoering of verrukking.